# U-Bahnhof Boddinstraße

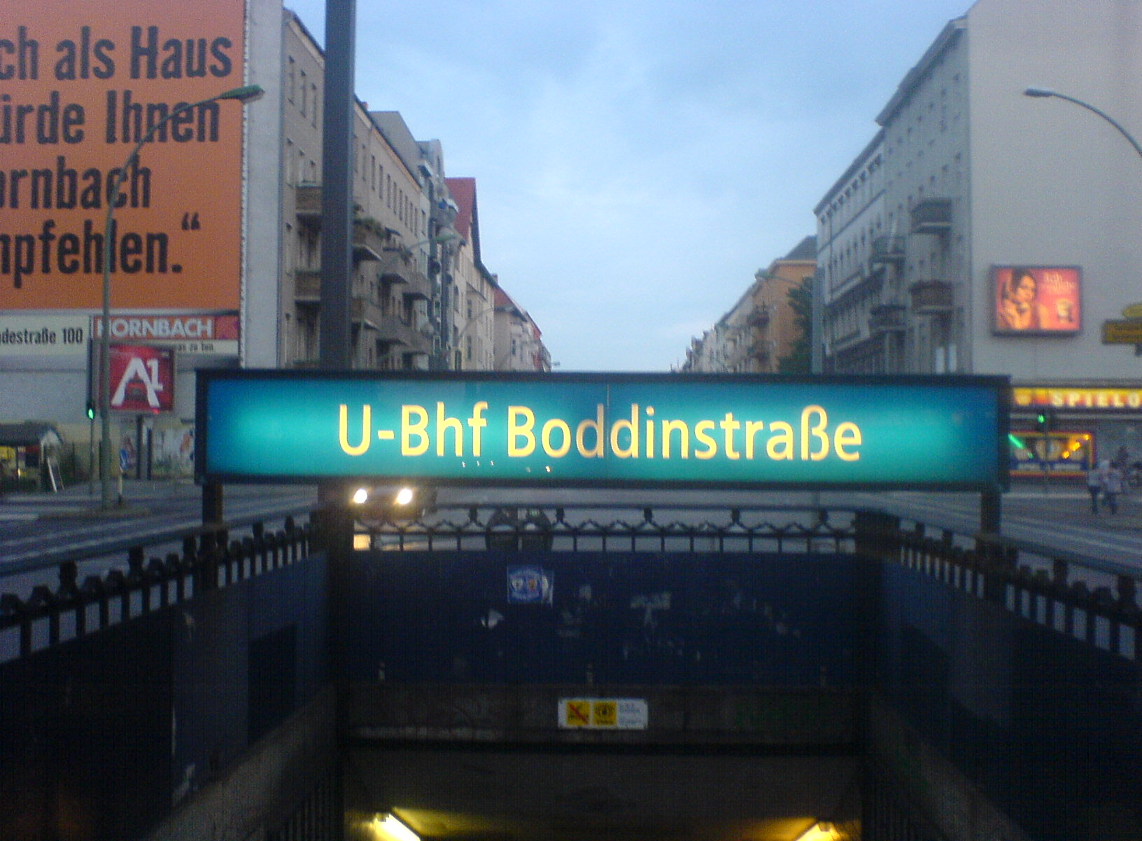
Bahnhofseingang in der Hermannstraße

Der U-Bahnhof Boddinstraße ist ein U-Bahnhof der Berliner Linie U8. Er befindet sich unterhalb der Hermannstraße auf Höhe der Kreuzung Boddinstraße im Ortsteil Neukölln. Der 1927 eröffnete Bahnhof gehört zu den ältesten der Linie und wird bei den Berliner Verkehrsbetrieben (BVG) unter dem Kürzel Bo geführt. Er trägt den Namen von Hermann Boddin, von 1874 bis 1907 Gemeindevorsteher und später Bürgermeister von Rixdorf, dem heutigen Ortsteil Neukölln.

## Geschichte

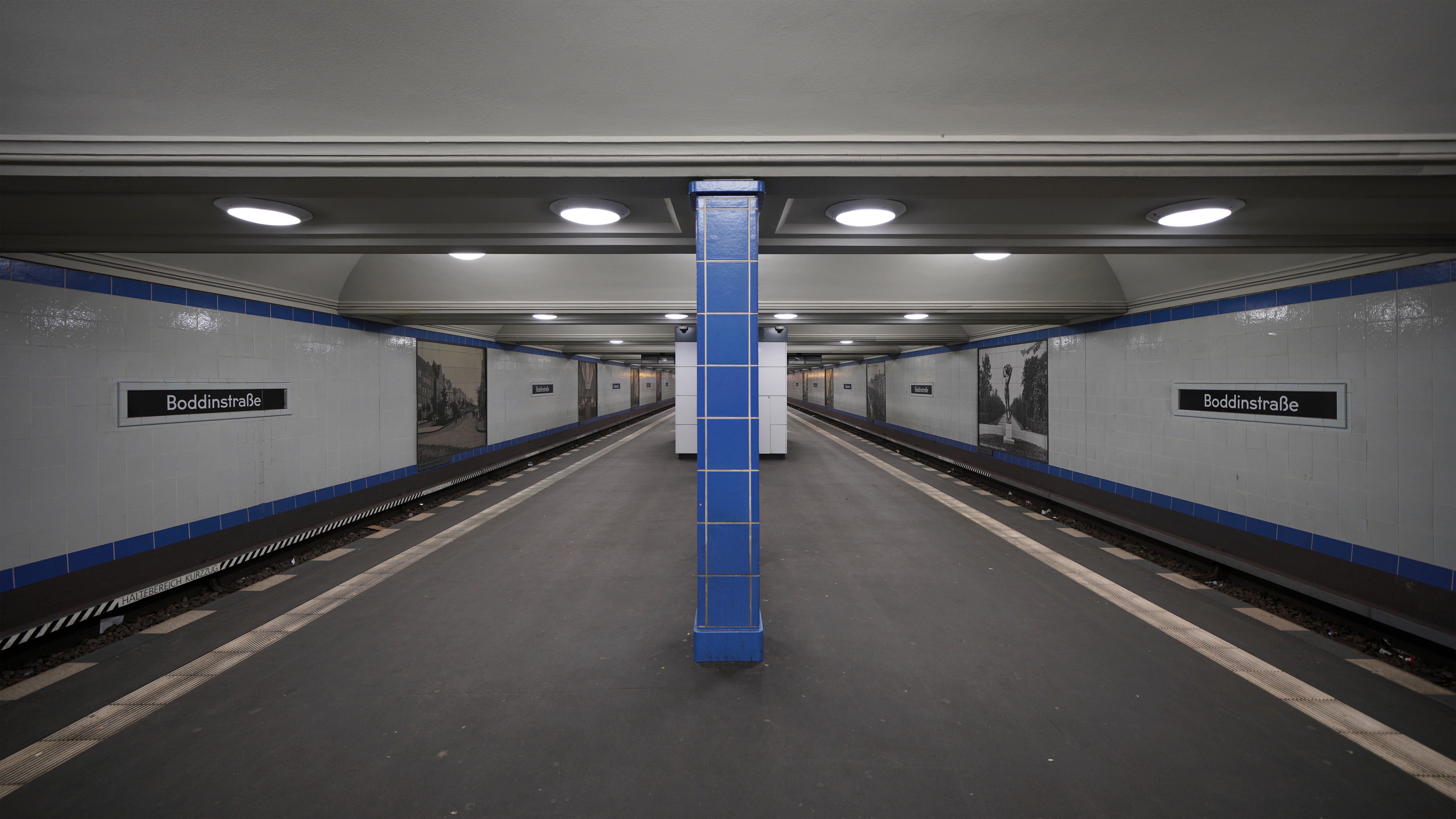
Bahnsteig

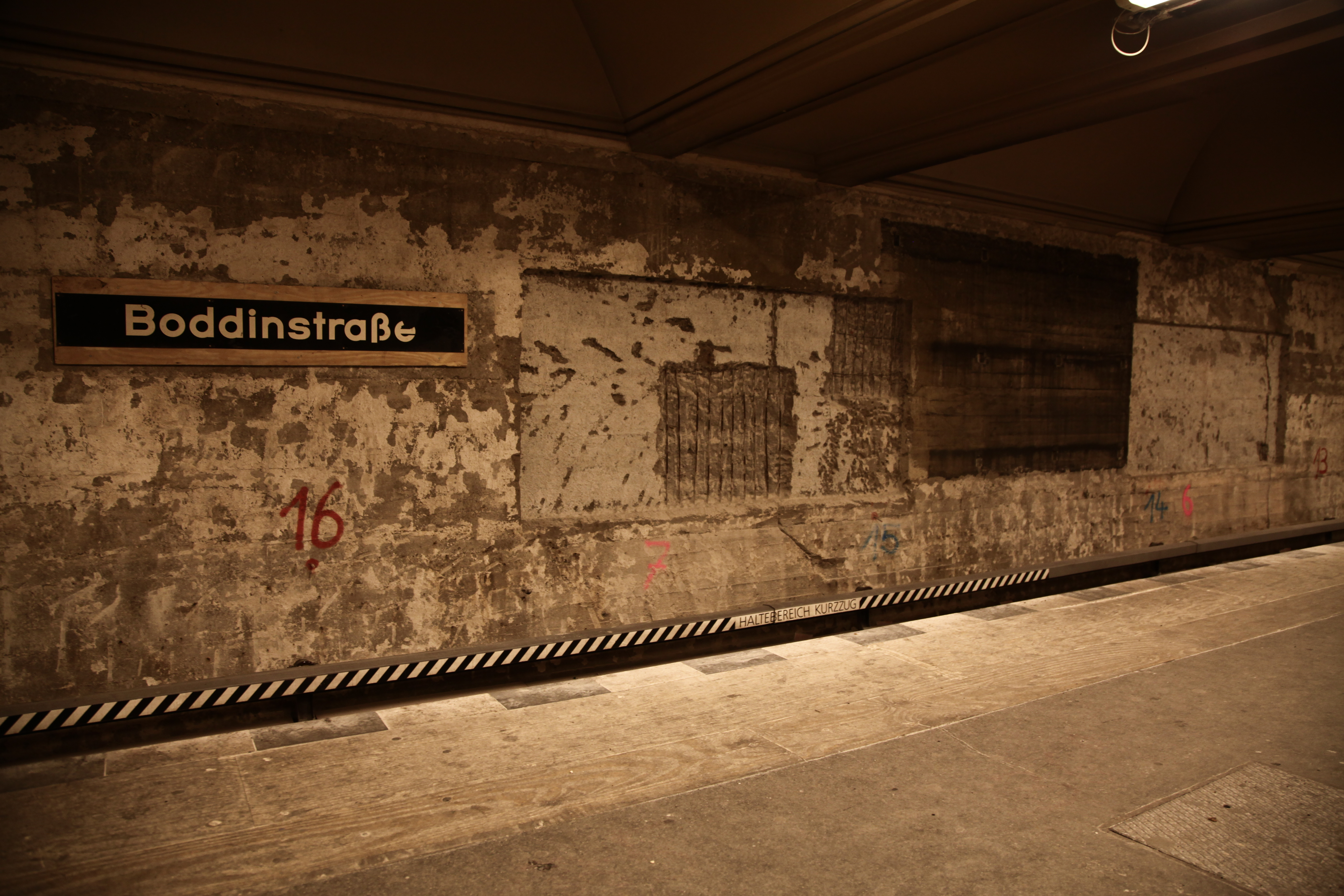
Bahnsteig während der Sanierung, 2012

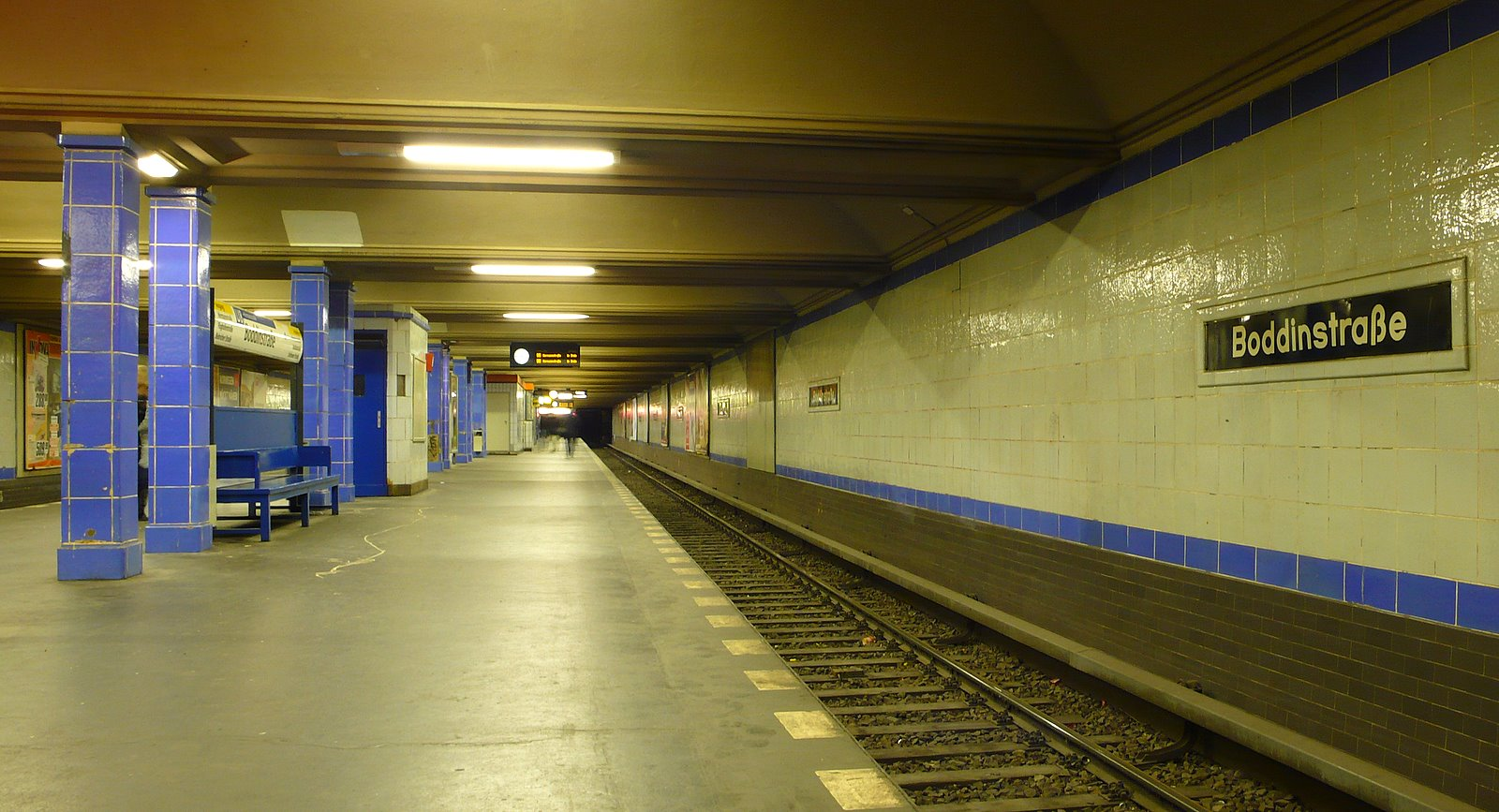
Bahnsteig vor Beginn der Sanierungsarbeiten

Im Jahr 1912 gab es die ersten Pläne für eine U-Bahn-Strecke entlang des Verlaufs der heutigen Linie U8. Nach ersten Maßnahmen, die durch den Ersten Weltkrieg unterbrochen wurden, kamen die Arbeiten Mitte der 1920er Jahre voran. Der U-Bahnhof Boddinstraße gehörte zum ersten Abschnitt der neu zu eröffnenden Linie zwischen Leinestraße und Gesundbrunnen.
Die Architekten des Bahnhofs waren Alfred Grenander und Alfred Fehse. Sie entwarfen die Station in einfacher Tieflage mit Mittelbahnsteig und Ausgängen zur Straßenmitte in der Hermannstraße. Der südliche Ausgang wurde mit einem orientalisch wirkenden Hinweisschild versehen; am nördlichen Ausgang befand sich eine unterirdische Toilettenanlage. Der Grundaufbau des Bahnhofs orientierte sich an den 1923 eröffneten U-Bahnhöfen der Nord-Süd-Bahn (heutige Linie U6). Die Wandfliesen wurden aus heller grauer Keramik angefertigt und werden von je einer blauen Fliesenreihe ober- beziehungsweise unterhalb dieser abgeschlossen. Die verkleideten Mittelpfeiler sind ebenfalls in Blau gehalten. Als Bahnsteigbelag kam wie damals üblich Asphalt zum Einsatz. Die Stationsschilder an den Wänden sind zur besseren Erkennbarkeit in Negativschrift gehalten.
Südlich des Bahnhofs schließt sich eine zweigleisige Kehranlage an.
Der Bahnhof wurde 1925/1926 vom Neuköllner Bezirksamt vorangetrieben. Die Eröffnung erfolgte am 17. Juli 1927 auf der anderthalb Kilometer langen Strecke zwischen Boddinstraße, Hermannplatz und Schönleinstraße. Die südliche Verlängerung zum U-Bahnhof Leinestraße ging am 4. August 1929 in Betrieb.
Durch alliierte Bombentreffer im Zweiten Weltkrieg kam der Betrieb am 23. April 1945 endgültig zum Erliegen. Drei Wochen später wurde am 14. Mai 1945 zwischen Boddinstraße und Schönleinstraße der Betrieb wieder aufgenommen, drei Tage später ging es über Boddinstraße hinaus bis zur Leinestraße. Der Bahnhof gehörte damit zu den ersten nach dem Krieg wieder in Betrieb genommenen Stationen der Berliner U-Bahn. Er war, bedingt durch seine Lage am Rande des Teltow, nicht von den einströmenden Wassermassen aus dem Landwehrkanal betroffen und auch von Bombentreffern weitgehend verschont worden.
In den 1960er Jahren erfolgte die Schließung der Toilettenanlage, die seitdem verfiel. Da sich weder die BVG, noch die Berliner Stadtreinigungsbetriebe noch der Bezirk Neukölln für die Anlage verantwortlich fühlten, waren eine Modernisierung oder ein Abriss der Anlage lange Zeit nicht machbar. Der Abriss erfolgte erst 2007.
Die BVG hat von 2012 bis 2014 eine Komplettsanierung des Bahnhofs vorgenommen. Am 29. November 2013 ging ein Aufzug in Betrieb, sodass der Bahnsteig seitdem barrierefrei zugänglich ist.

## Anbindung
| Linie | Verlauf |
| ----- | --- |
|       | Wittenau (Wilhelmsruher Damm) – Rathaus Reinickendorf – Karl-Bonhoeffer-Nervenklinik – Lindauer Allee – Paracelsus-Bad – Residenzstraße – Franz-Neumann-Platz (Am Schäfersee) – Osloer Straße – Pankstraße – Gesundbrunnen – Voltastraße – Bernauer Straße – Rosenthaler Platz – Weinmeisterstraße – Alexanderplatz – Jannowitzbrücke – Heinrich-Heine-Straße – Moritzplatz – Kottbusser Tor – Schönleinstraße – Hermannplatz – Boddinstraße – Leinestraße – Hermannstraße |

Am U-Bahnhof bestehen Umsteigemöglichkeiten von der Linie U8 zu den Omnibuslinien M43 und 166 der BNG.